# آبونمان
در تجارت و صنعت، به طور کلی، آبونمان یا حق اشتراک، مبلغی است که مشتری یا خدمات‌گیرنده برای دریافت خدمات یا محصولی در بازه‌های زمانی منظم، به‌طور مستمر و یا در ابتدای قرارداد فروش، به خدمات‌دهنده یا فروشنده خدمات و محصولات می‌پردازد و پرداخت آن شرط ارائهٔ خدمت و قرداد است. حق اشتراک معمولاً در خدمات ماندگار، یا خدماتی که نیازمند نگهداری و پشتیبانی هستند و یا خدماتی که در یک بازهٔ زمانی مشخص، به طور پیوسته ارائه می‌شوند؛ پرداخت می‌شود. آبونمان یک مدل کسب‌وکار است که در آن مشتری باید پولی را به عنوان حق اشتراک پرداخت کند تا به محصول یا خدمات مورد نیاز دست پیدا کند. این سیستم ابتدا توسط مجله و روزنامه ها مورد استفاده قرار می‌گرفت، اما اکنون در بسیاری از کسب‌وکارها و وبگاه‌ها از این شیوه استفاده می‌شود.
در فروش انحصاری محصولات، استفاده از شیوه فروش حق اشتراکی دوره‌ای (ماهانه، سالانه یا فصلی) برای استفاده یا دست‌رسی به فراوردهها و خدمات، مرسوم است و در مورد برنامه‌های ناسودبر همچون اپرا یا ارکستر سمفونی فروش بلیت‌های فصلی برای اجراهای یک فصل انجام می‌شود.
دست‌مزد اعضا در برخی سازمان‌ها همچون سازمان‌های سندیکایی نیز با عنوان حق اشتراک اشاره می‌شود.
از برخی از صنایع و شرکت‌هایی که از این مدل استفاده می‌کنند می‌توان به شرکت‌های پستی، باشگاه کتاب و باشگاه فروش موسیقی، تلویزیون کابلی، تلویزیون ماهواره‌ای، ارائه دهندگان تلویزیون پولی، رادیو ماهواره‌ای، شرکت تلفن، اپراتورهای تلفن همراه، رساننده خدمات اینترنتی، انتشارات نرم‌افزار، شرکت‌های خدمات مالی، باشگاه‌های سلامتی و شرکت‌های دارویی اشاره نمود که همچون روزنامه‌ها و مجلات و ژورنال‌های آکادمیک از مدل حق اشتراک استفاده می‌کنند.
در بازارهای مالی و سرمایه‌گذاری، اشتراک یا آبونمان به فرایند تعهد و عقد قرارداد سرمایه‌گذاری در یک ابزار مالی از سوی سرمایه‌گذاران اشاره دارد که پیش از بسته شدن خرید واقعی (actual closing of the purchase) انجام می‌گیرد. از انواع اولیهٔ این نوع از اشتراک، پیش‌فروش یا سلف‌فروشی کتاب از سوی ناشران در آلمان قرن هجدهم پیش از چاپ کتاب با هدف تأمین هزینهٔ چاپ آن بود.